# Ammophila dentigera
Ammophila dentigera är en biart som beskrevs av Gussakovskij 1928. Ammophila dentigera ingår i släktet Ammophila och familjen grävsteklar. Inga underarter finns listade i Catalogue of Life.